# Attila (rodzaj)
Attila – rodzaj ptaków z podrodziny tyranków (Tyranninae) w rodzinie tyrankowatych (Tyrannidae).

## Zasięg występowania
Rodzaj obejmuje gatunki występujące w Ameryce.

## Morfologia
Długość ciała 17–20,3 cm; masa ciała 28–51,5 g.

## Systematyka

### Etymologia
Attila: nazwa rodzajowa upamiętnia Attylę (406–453), wodza Hunów z V wieku.

### Podział systematyczny
Do rodzaju należą następujące gatunki:
- Attila spadiceus (J.F. Gmelin, 1789) – rudotyran oliwkowy
- Attila cinnamomeus (J.F. Gmelin, 1789) – rudotyran cynamonowy
- Attila phoenicurus von Pelzeln, 1868 – rudotyran szarogłowy
- Attila torridus P.L. Sclater, 1860 – rudotyran ekwadorski
- Attila citriniventris P.L. Sclater, 1859 – rudotyran płowy
- Attila bolivianus Lafresnaye, 1848 – rudotyran białooki
- Attila rufus (Vieillot, 1819) – rudotyran siwogłowy